# Oto Grigalka
Oto Grigalka (né le 28 juin 1925 à Saikava et mort le 8 février 1993 dans cette même ville) est un athlète letton, spécialiste du lancer du poids et du lancer du disque. 

## Biographie
Concourant sous les couleurs de l'URSS, il remporte la médaille de bronze du lancer du poids lors des championnats d'Europe de 1950, à Bruxelles.
Il se classe quatrième du lancer du poids et sixième du lancer du disque lors des Jeux olympiques de 1952, et sixième du lancer du disque aux Jeux olympiques de 1956.
Il remporte la médaille d'argent du lancer du poids aux Championnats d'Europe de 1954 à Berne.

### Palmarès
| Date | Compétition           | Lieu      | Résultat | Épreuve          | Performance |
| ---- | --------------------- | --------- | -------- | ---------------- | ----------- |
| 1950 | Championnats d'Europe | Bruxelles | 3e       | Lancer du poids  | 15,14 m     |
| 1952 | Jeux olympiques       | Helsinki  | 4e       | Lancer du poids  | 16,78 m     |
| 1952 | Jeux olympiques       | Helsinki  | 6e       | Lancer du disque | 50,71 m     |
| 1954 | Championnats d'Europe | Berne     | 2e       | Lancer du poids  | 16,69 m     |
| 1956 | Jeux olympiques       | Melbourne | 5e       | Lancer du disque | 52,37 m     |

### Records
| Épreuve          | Performance | Lieu | Date |
| ---------------- | ----------- | ---- | ---- |
| Lancer du poids  | 17,20 m     |      | 1954 |
| Lancer du disque | 56,94 m     |      | 1958 |